# Апалачке планине
Апалачке планине или Апалачи (енгл. Appalachian Mountains или Appalachians) су планински ланац у источном делу Северне Америке. Ланац се већином налази у САД али се простире и у југоисточну Канаду и тако формира ланац дужине 2400 km од острва Њуфаундленд ка југозападу до централног дела Алабаме. Систем планина је подељен у серију појединих планина са просечном висином од 900 метара. Највиши врх ових планина је Маунт Мичел од 2 037 метара, који је уједно и највиша тачка у САД источно од реке Мисисипи. Апалачке планине су благих падина и заобљених врхова.
Дефиниције варирају на прецизним границама Апалача. Геолошки институт Сједињених Америчких Држава (USGS) дефинише физиографску поделу Апалачких висоравни као што се састоји од тринаест провинција: висоравни Атлантске обале, источни Њуфаундленд Атлантик, Поморско акадијска висораван, Приморска равница, Нотр Дам и Мегантске планине, Западне њуфаундлендске планине, Пијемонт, Плаве планине, долина и гребен, Сен Лорен долина, Апалачки плато, и Новоенглеска провинција. Апалачи не укључују планине Адирондак, посебан и растући ланац који је део Канадског штита и припада орогенези Гренвил.

## Геологија
Поглед на стене које су изложене у данашњим Апалачким планинама открива издужене појасеве савијених раседних морских седиментних стена, вулканских стена и комадића древног океанског дна, што пружа јак доказ да су ове стене деформисане током судара плоча. Рођење Апалачких ланаца, пре неких 480 милиона година, означава први од неколико судара плоча за изградњу планина који су кулминирали изградњом суперконтинента Пангеа са Апалачима у близини центра. Пошто су Северна Америка и Африка биле повезане, Апалачи су чинили део истог планинског ланца као и Мали Атлас у Мароку. Овај планински венац, познат као Централне Пангејске планине, проширио се у Шкотску, пре отварања океана Јапета у мезозојској ери, од судара Северне Америке и Европе (види Каледонску орогенезу).
Током средњег ордовицијског периода (пре око 496–440 милиона година), промена у кретању плоча поставила је позорницу за први палеозојски догађај изградње планина (Таконска орогенеза) у Северној Америци. Некада тиха пасивна маргина Апалача променила се у веома активну границу плоче када се суседна океанска плоча, Јапет, сударила са Северноамеричким кратоном и почела да тоне испод њега. Са рођењем ове нове зоне субдукције, рођени су рани Апалачи. Вулкани су расли дуж континенталне маргине што се поклопило са почетком субдукције. Потисни расед уздигнуо је и искривљену старију седиментну стену положену на пасивну маргину. Како су се планине подизале, ерозија је временом почела да их ороњава. Потоци су носили остатке камења низ падину да би се таложили у оближњим низијама. Таконска орогенеза је била само прва у низу судара плоча за изградњу планина који су допринели формирању Апалача, што је кулминирало колизијом Северне Америке и Африке (види Алеханску орогенезу).
До краја мезозојске ере, Апалачке планине су еродиране до готово равнице. Тек када је регион био уздигнут током кенозојске ере, формирала се препознатљива топографија садашњости. Уздизање је подмладило потоке, који су брзо реаговали усецањем наниже у древну стену. Неки потоци су текли дуж слабих слојева који дефинишу наборе и раседе настале много милиона година раније. Други потоци се спуштају тако брзо да секу право преко отпорних набораних стена планинског језгра, урезујући кањоне преко слојева стена и геолошких структура.

### Минерални ресурси
Апалачке планине садрже велике наслаге антрацитног угља, као и битуменског угља. У раседним планинама угаљ је у метаморфизованом облику као антрацит, представљен у региону угља у североисточној Пенсилванији. Поља битуменског угља западне Пенсилваније, западног Мериленда, југоисточног Охаја, источног Кентакија, југозападне Вирџиније и Западне Вирџиније садрже седиментни облик угља. Метода ископавања угља уклањањем планинских врхова, у којој се уклањају читави планински врхови, тренутно угрожава огромна подручја и екосистеме региона Апалачких планина. Површинска експлоатација угља која је започела током 1940-их година значајно утиче на централне Апалачке планине у Кентакију, Тенесију, Вирџинији и Западној Вирџинији. Ране методе рударства су биле нерегулисане, а истраживање мелиорације рударских земљишта, укључујући реакцију киселинске базе, водио је Универзитет Западне Вирџиније 1960-их и 1970-их. Западна Вирџинија је развила ригорозне стандарде рекламије рудника за државне руднике угља током касних 1960-их. Већина савезних држава је увела прописе за заштиту Апалачких планина до касних 1960-их. Друштвени и политички активизам донео је Закон о контроли и рекултивацији површинског рударства из 1977. године.
Откриће комерцијалних количина нафте 1859. у Апалачким планинама западне Пенсилваније покренуло је модерну нафтну индустрију Сједињених Држава. Недавна открића комерцијалних налазишта природног гаса у формацији Марселус шкриљац и Јутика шкриљац формацијама поново су усмерила пажњу нафтне индустрије на Апалачки басен.
Неки платои Апалачких планина садрже металне минерале као што су гвожђе и цинк.